# Argel Fucks
Argel Fucks (* 14. září 1974) je bývalý brazilský fotbalista.

## Reprezentační kariéra
Argel Fucks odehrál za brazilský národní tým v roce 1995 jedno reprezentační utkání.

## Statistiky
| Brazílie | Brazílie | Brazílie |
| Roky     | Záp.     | Góly     |
| -------- | -------- | -------- |
| 1995     | 1        | 0        |
| Celkem   | 1        | 0        |